# NBA Live 2005
NBA Live 2005 est un jeu vidéo de basket-ball sorti en 2004 et fonctionne sur PlayStation 2, Xbox, Gamecube et PC. Le jeu a été développé par EA Canada puis édité par Electronic Arts.

## Soundtrack
The NBA Live 2005 soundtrack was:
- Will.I.Am. - "Go!"
- The D.O.C. - "Mind Blowin'"
- Lloyd Banks & Young Buck - "Me Against You"
- Dirtbag - "Here We Go"
- Stat Quo - "The Best"
- Don Yute - "Dem Gals (NBA Live 2005 Mix)"
- MC Lyte - "My Main Aim"
- Nomb - "Carolina Pride"
- Bump J - "We Don't Play No Games"
- Murphy Lee featuring Jazze Pha & Jody Breeze - "It's In Da Game"
- Pete Rock featuring Kardinal Offishall - "Warzone (NBA Live 2005 Mix)"
- Brand New Heavies - "Jump 'N Move"
- Wylde Bunch - "Our Lyfe"
- Joell Ortiz - "Mean Business"[1]